# Sensibilizzazione
DipendenzaStato medico caratterizzato da ricerca compulsiva di stimoli gratificanti, nonostante le conseguenze negative
Comportamento di dipendenzaComportamento che è al tempo stesso gratificante e di rinforzo
Farmaco-dipendenzaFarmaco che è al tempo stesso gratificante e di rinforzo
TossicodipendenzaStato di adattamento associato a una sindrome di astinenza al momento della cessazione dell'esposizione ripetuta a uno stimolo (ad esempio, l'assunzione di farmaci)
Tolleranza inversa o sensibilizzazione al farmacoEffetto crescente di un farmaco derivante dalla somministrazione ripetuta a una data dose
Sindrome da astinenzaSintomi che si verificano al momento della cessazione del consumo ripetuto di sostanze
Dipendenza fisicaDipendenza che comprende i sintomi persistenti di astinenza fisica-somatico (ad esempio, la fatica e il delirium tremens)
Dipendenza psicologicaDipendenza che comprende i sintomi di astinenza emotivo-motivazionali (ad esempio, disforia e anedonia)
Stimoli rinforzoStimoli che aumentano la probabilità di comportamenti ripetuti associati loro
Stimoli gratificantiStimoli che il cervello interpreta come intrinsecamente positivo o come qualcosa a cui avvicinarsi
SensibilizzazioneRisposta aumentata a uno stimolo derivante dalla ripetuta esposizione a esso
Disturbo da uso di sostanzeCondizione in cui l'uso di sostanze porta a una compromissione funzionale significativa o disagio
TolleranzaDiminuzione dell'effetto di un farmaco dovuto alla somministrazione ripetuta a una data dose
La sensibilizzazione è un processo di apprendimento non-associativo, in cui la somministrazione ripetuta di uno stimolo provoca il progressivo aumento della risposta. La sensibilizzazione spesso è caratterizzata da un miglioramento della risposta a tutta una classe di stimoli in aggiunta a quello che si ripete: ad esempio, la ripetizione di uno stimolo doloroso può rendere un individuo più reattivo a un forte rumore.

## Storia
Eric Kandel è stato uno dei primi a studiare le basi neurali della sensibilizzazione, conducendo esperimenti negli anni 1960 e 1970 sui riflessi dell'Aplysia californica. Kandel e colleghi prima sensibilizzavano al riflesso, indebolendo la risposta toccando ripetutamente l'animale, quindi accoppiavano uno stimolo elettrico fastidioso sulla coda, provocando la reazione del ritiro della branchia al suo riapparire. Dopo questa sensibilizzazione, anche un tocco leggero produceva una forte risposta, che durava per diversi giorni. (Squire e Kandel, 1999). Nel 2000, a Eric Kandel fu assegnato il Premio Nobel per la medicina per le sue ricerche nei processi di apprendimento neuronali.

## Substrati neurali della sensibilizzazione
La base neurale della sensibilizzazione comportamentale spesso non è nota, ma in genere sembra dipendere da un recettore cellulare che inizia a rispondere di più a uno stimolo. Di seguito si elencano diversi tipi di sensibilizzazione neurale:
- La stimolazione elettrica o chimica dell'ippocampo di un ratto provoca il rafforzamento dei segnali sinaptici, un processo noto come potenziamento a lungo termine o LTP.[7] LTP dei recettori AMPA è un potenziale meccanismo di memoria di base e apprendimento nel cervello.
- Nel kindling (fenomeno in cui si assiste alla genesi di crisi convulsive), la ripetuta stimolazione dei neuroni dell'ippocampo e dell'amigdala nel sistema limbico induce convulsioni in animali da laboratorio. Dopo la sensibilizzazione, uno stimolo molto piccolo può essere sufficiente per scatenare convulsioni. Così, è stato suggerito che il kindling possa essere una causa dell'epilessia del lobo temporale nell'uomo, in cui la stimolazione di tipo ripetitivo (per esempio, lo sfarfallio di luci) può causare attacchi epilettici.[8] Spesso, le persone che soffrono di epilessia del lobo temporale riferiscono sintomi di ansia e depressione che potrebbero essere secondari a una disfunzione limbica.[9]
- Nella "sensibilizzazione centrale," i neuroni nocicettivi del corno posteriore del midollo spinale si sensibilizzano in corso di danno ai tessuti periferici o infiammazione.[10] Questo tipo di sensibilizzazione è possibile che intervenga come meccanismo causale in condizioni di dolore cronico. I mutamenti di sensibilizzazione centrale si verificano dopo prove ripetute al dolore. La ricerca su animali ha ripetutamente dimostrato che quando un soggetto è ripetutamente esposto ad uno stimolo doloroso, la soglia del dolore dell'animale cambierà e determinerà una risposta più forte al dolore. I ricercatori ritengono che si possano trasferire i dati di questi studi sugli animali sul dolore persistente nell'uomo. Infatti, dopo un intervento chirurgico alla colonna vertebrale per rimozione di un'ernia del disco, il paziente può ancora continuare a "sentire" il dolore. Inoltre, i neonati che sono circoncisi senza anestesia hanno mostrato tendenze a reagire più fortemente alle future iniezioni, alle vaccinazioni e in altri procedimenti analoghi. Le risposte di questi bambini sono caratterizzate da un aumento del pianto e una maggiore risposta emodinamica (tachicardia e tachipnea).[11]
- La sensibilizzazione alla droga si verifica nella tossicodipendenza ed è definita come una maggiore effetto del farmaco dopo dosi ripetute (l'opposto della tolleranza al farmaco). Tale sensibilizzazione comporta cambiamenti nella trasmissione della dopamina nel sistema mesolimbico, così come per la proteina ΔFosB presente nei neuroni mesolimbici. Un processo associativo può contribuire alla dipendenza, infatti per gli stimoli ambientali associati all'assunzione di farmaci può aumentarne il desiderio. Questo processo può favorire il rischio di ricaduta in tossicodipendenti che tentano di smettere.[12]
- La Sensibilizzazione allergica - Vi è una risposta acuta (prima fase) e una risposta tardiva (fasi successive). Nelle fasi iniziali, gli antigeni presenti nelle cellule provocano la risposta nei linfociti TH2 che producono la citochina interleuchina-4 (IL-4). I linfociti TH2 interagiscono con le cellule B e insieme producono IgE, che si legano ai recettori delle cellule che avviano una risposta infiammatoria acuta.[13] In questo caso, la sensibilizzazione è comunemente correlata all'avvio delle risposte allergiche.[14] Lo sviluppo della sensibilizzazione allergica varia con l'età, con i bambini più piccoli a più alto rischio di sviluppo di sensibilizzazione allergica.[15] Vi sono una serie di test per diagnosticare alcune condizioni allergiche: i test che vengono comunemente utilizzati sono potenziali allergeni posti sulla pelle del paziente e si tenta di scatenare una reazione per individuare una IgE allergene-specifica. Essi hanno dimostrato che i livelli di IgE raggiungono il massimo prima dei 10 anni di età e diminuiscono notevolmente sino al raggiungimento dei 30 anni.[15] C'è una scuola di pensiero che ritiene che vi siano diversi loci genetici per le diverse etnie per la stessa patologia infiammatoria.[16] In tal caso, l'asma avrebbe diverse sedi cromosomiche nelle persone di razza Europea, Ispanica, Asiatica e Africana.[17]

## La sensibilizzazione in patologia
La sensibilizzazione è stata implicata come causa o meccanismo di mantenimento in una vasta gamma di patologie apparentemente non collegate tra loro: la dipendenza, le allergie, l'asma e alcune sindromi clinicamente inspiegabile come la fibromialgia e la sensibilità chimica multipla. La sensibilizzazione può anche contribuire a disturbi psicologici come il disturbo post-traumatico da stress, l'attacco di panico e i disturbi dell'umore.